# Punk revival
Il punk revival è una corrente che riprende le vecchie sonorità punk rock reinterpretandole in chiave moderna. 
In questo senso è bene precisare che il "punk revival" non è un genere musicale, ma unicamente un termine per indicare la nuova esplosione della tendenza al punk rock in un certo periodo storico. Tendenza punk che era svanita sul finire degli anni settanta con il finire dell'ondata punk 77 e che venne riportata alla luce appunto con la corrente "revival" sviluppata a cavallo tra i fine anni ottanta e i primi anni novanta, fino a oggi.
In questa categoria quindi, possono rientrare tutti i gruppi relativamente recenti, nati dai fine anni ottanta e inizi anni novanta a oggi, che hanno ottenuto una buona popolarità.
Il punk rock dei settanta e l'hardcore punk degli ottanta sono i movimenti alla quale si è ispirata la principale corrente revival.
Essenzialmente, i gruppi punk revival erano tutti tradizionalisti e hanno voluto mantenere il sound e lo stile di gruppi come Sex Pistols, The Stooges, The Jam, Exploited, Dead Kennedys, Descendents e altre storiche band hardcore punk e punk rock. Tuttavia, ciò che li distingue dai loro predecessori, sono le caratteristiche più moderne, facilmente distinguibili.
I primi ad essere riconosciuti come punk revival e a distinguersi dalla corrente principale americana furono The Offspring e Green Day, e il loro successo, tramite una notevole commercializzazione, contribuì alla diffusione su larga scala di importanti gruppi come Rancid, NOFX, Pennywise, Pansy Division e moltissimi altri.
I generi predominanti nella corrente, sono appunto quegli stili che hanno ottenuto più successo all'interno del punk rock. Tra questi vanno annoverati pop punk, melodic hardcore punk, emo, ska punk e skate punk. Tuttavia il termine revival può includere al suo interno anche sottogeneri meno popolari, come hardcore punk, psychobilly, street punk, queercore e molti altri.

## Storia

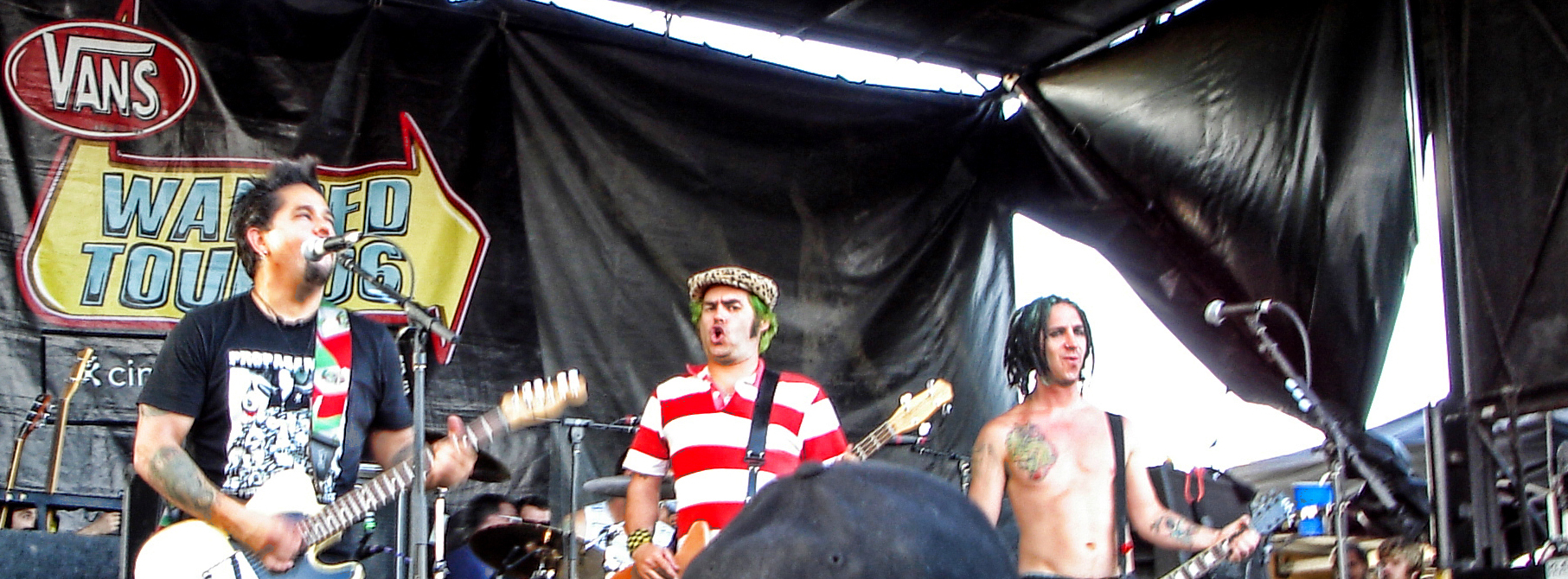
I NOFX nel 2006 al Warped Tour

Assieme ai Nirvana, molti degli artisti principali alternative rock degli anni novanta riconoscono influenze nella scena punk rock degli inizi. Il successo dei Nirvana è cruciale perché le major discografiche vedano il punk nuovamente come potenzialmente rimunerativo. Nel 1993, i Green Day e i Bad Religion sono entrambi sotto contratto con le grandi etichette. L'anno successivo, i Green Day pubblicano Dookie, che diviene un grandissimo successo commerciale, ottenendo dieci dischi di platino. Stranger than Fiction dei Bad Religion ottenne invece il disco d'oro. Altri gruppi californiani, sotto contratto con l'etichetta indie Epitaph, fondata dal chitarrista dei Bad Religion, Brett Gurewitz, iniziarono a ottenere successo. Nel 1994, la Epitaph pubblica Let's Go dei Rancid, Punk in Drublic dei NOFX e Smash degli Offspring, tutti album premiati con il disco d'oro o di platino. Smash arriva a vendere oltre undici milioni di copie, diventando il disco di un'etichetta indipendente più venduto di tutti i tempi. MTV e le stazioni radio, come KROQ-FM di Los Angeles, hanno un ruolo importante in questo successo, nonostante i NOFX abbiano sempre rifiutato di concedere i loro video a MTV. Le enormi vendite dei Green Day e degli Offspring aprono la strada verso il successo ad altri gruppi pop punk come i blink-182,, i Good Charlotte e i Sum 41 nel decennio successivo. Il Vans Warped Tour e il grande magazzino Hot Topic riportano ancora maggiormente il punk tra la musica di tendenza statunitense.

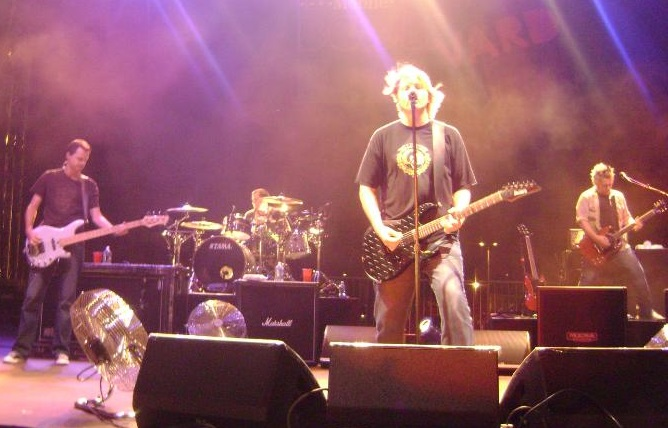
Gli Offspring in concerto nel 2008.

Seguendo la direzione dei Mighty Mighty Bosstones di Boston e i Sublime di Long Beach, lo ska punk e lo skacore diventano popolari alla fine degli anni '90. I gruppi ska revival originali si pongono tra la seconda ondata punk rock e una musica molto vicina al radici ska giamaicane. Gruppi ska punk della terza ondata (third wave of ska) ne creano una vera fusione musicale con il punk e l'hardcore. Il successo dell'album dei Rancid del 1995, ...And Out Come the Wolves, aiuta questo revival ska, e gruppi come i Reel Big Fish e i Less Than Jake continuano ad attrarre fan anche nel ventunesimo secolo. Altre formazioni con le origini dell'hardcore, come gli AFI, scalano le classifiche nel nuovo millennio. Il Celtic punk, grazie a gruppi come i Flogging Molly e i Dropkick Murphys, fondendo il suono dell'Oi! e dei The Pogues, conquista un ampio pubblico. La tradizione australiana continua con gruppi come i Frenzal Rhomb, i The Living End e i Bodyjar.
Con la rinnovata visibilità del punk si sviluppano preoccupazioni nella comunità punk che la musica stesse per essere presa dal mainstream. Questi ritengono che, nel firmare per major ed apparire su MTV, gruppi come i Green Day si stessero introducendo in un sistema cui il punk voleva opporsi fin dalla nascita. Molti fan disprezzano il punk rock delle società, incarnato da gruppi come Sum 41 e Blink 182. Tali controversie sono state parte della cultura punk fin dalle origini nel 1977, quando i The Clash furono accusati di "essersi venduti" per aver firmato con la CBS Records. Queste accuse si estesero già in precedenza nei confronti di altri gruppi seminali dell'ondata 77, in particolar modo ai Sex Pistols ed ai Clash come molti altri. Negli anni '90, il punk rock è così integrato nella cultura occidentale che i simboli punk sono spesso utilizzati per vendere gruppi commerciali come "ribelli". I pubblicitari capitalizzano lo stile e la moda punk rock a tal punto che, ad esempio, nel 1993 una pubblicità per un'automobile, la Subaru Impreza, descriveva l'auto "come il punk rock" Nonostante la corrente commerciale abbia sfruttato molti elementi del punk, esistono tuttora molte scene punk underground.